# Stoitzendorf
Stoitzendorf ist eine Ortschaft und eine Katastralgemeinde der Gemeinde Eggenburg im Bezirk Horn in Niederösterreich.

## Geschichte
Laut Adressbuch von Österreich waren im Jahr 1938 in der Ortsgemeinde Stoitzendorf ein Bäcker, ein Brunnenbauer, ein Fleischer, zwei Gastwirte, drei Gemischtwarenhändler, ein Maurermeister, ein Müller, zwei Schmiede, ein Schuster, ein Tischler und einige Landwirte ansässig.

## Siedlungsentwicklung
Zum Jahreswechsel 1979/1980 befanden sich in der Katastralgemeinde Stoitzendorf insgesamt 243 Bauflächen mit 77.591 m² und 182 Gärten auf 134.304 m², 1989/1990 gab es 253 Bauflächen. 1999/2000 war die Zahl der Bauflächen auf 345 angewachsen und 2009/2010 bestanden 319 Gebäude auf 605 Bauflächen.

## Bodennutzung
Die Katastralgemeinde ist landwirtschaftlich geprägt. 441 Hektar wurden zum Jahreswechsel 1979/1980 landwirtschaftlich genutzt und 63 Hektar waren forstwirtschaftlich geführte Waldflächen. 1999/2000 wurde auf 422 Hektar Landwirtschaft betrieben und 66 Hektar waren als forstwirtschaftlich genutzte Flächen ausgewiesen. Ende 2018 waren 392 Hektar als landwirtschaftliche Flächen genutzt und Forstwirtschaft wurde auf 66 Hektar betrieben. Die durchschnittliche Bodenklimazahl von Stoitzendorf beträgt 59,4 (Stand 2010).

## Sehenswürdigkeiten
- Pfarrkirche Stoitzendorf

## Persönlichkeiten
- Karl Borromäus Landsteiner (1835–1909), Priester, Landesprälat in Mähren, Schriftsteller und Novellist
- Michael Schneider (1855–1929), Wirtschaftsbesitzer, Bürgermeister und Abgeordneter zum Landtag von Niederösterreich
- Hermann Buchner (1941–2007), Übersetzer, Dichter, Klavierbauer und Musiker